# Medalla de Oro Yuri Gagarin
Medalla de Oro Yuri Gagarin es una condecoración concedida por la Federación Aeronáutica Internacional (Fédération Aéronautique Internationale).
La medalla fue creada en 1968, en homenaje al cosmonauta soviético Yuri Gagarin, el primer hombre en ir al espacio, y que murió en marzo de aquel año en un accidente aéreo en la Unión Soviética. Otorgada anualmente, ella es concedida a astronautas y cosmonautas que el año anterior hayan realizado grandes hechos por la conquista humana del espacio.
Menos de cien personas fueron agraciadas con esta medalla a través de los años, entre ellas los norteamericanos Alan Bean, John Young, Shannon Lucid, Robert Gibson, el suizo Claude Nicollier, los soviéticos y rusos Yuri Romanenko, Yuri Malenchenko, Andrian Nikolayev y Aleksandr Volkov.
El cosmonauta brasileño Marcos Puentes es el único latino-americano en haber recibido la medalla, por su participación en la misión Soyuz TMA-8 y como participante de la Expedición 13 a la Estación Espacial Internacional, en 2006.

## Algunos Galardonados
- 1968  Georgy Timofeevitch Beregovoi

- 1969  Charles Conrad Jr.
- 1970 Vitali Ivanovich Sevastianov
- 1972  John W. Young

- 1973  Alan L. Bean

- 1974  Edward G. Gibson
- 1975  Alexandr A. Volkov

- 1978 Vladimir V. Kovalyonok
- 1979  Valery Ryumin

- 1981 Joe H. Engle

- 1982  Thomas K. Mattingly

- 1983  Robert L. Crippen

- 1984 Frederick H. Hauck
- 1989  Alexandr Victorenko

- 1990  Anatoly Soloviov

- 1991 Michael L. Coats

- 1993 Richard O. Covey

- 1993 Claude Nicollier
- 1994   Charles F. Bolden, Jr.

- 1995  Robert L. Gibson

- 1996   Shannon W. Lucid
- 1997 C. Michael Foale

- 1998 Andrew S. W. Thomas

- 2012 Donald R. Pettit

- 2015 Vasili Tsibliyev

- 2016  Gennady I Padalka

## Conexiones externas
- Fédération Aéronautique Internationale: The Yuri A. Gagarin Gold Medal

- Datos: Q10328088